# Gerhard Rostin
Gerhard Rostin (* 6. November 1928 in Erben im ehemaligen Ostpreußen; † 3. Juni 1991 in Berlin) war ein deutscher Herausgeber, Lektor und Kulturredakteur.

## Leben und Wirken

### Berufliche Entwicklung
Rostin wuchs in der einstigen Landgemeinde Erben im damaligen Kreis Ortelsburg auf, in der die Familie Rostin ein Gehöft besaß. Nachdem der junge Rostin 1946 kriegsbedingt nach Berlin gekommen war, studierte er Germanistik und Geschichte und absolvierte ein Volontariat in der Tageszeitung Neue Zeit des damaligen Union-Verlages GmbH in der Zimmerstraße 79/80. Rostins berufliche Entwicklung im Zeitungs- und Buchverlag der CDU in der DDR vollzog sich in der Redaktion der Neuen Zeit und im Lektorat des Union Verlags in Berlin (Ost). Neben den redaktionellen Aufgaben im Tagesgeschäft verfasste der Feuilletonredakteur Rostin eigenen Beiträge, darunter Porträts von Persönlichkeiten aus dem kulturellen Leben, Filmkritiken und Berichte von Lesungen zeitgenössischer Schriftsteller. Auch nachdem Rostin ins Lektorat des Buchverlages gewechselt war, schrieb er gelegentlich kulturelle Beiträge für die Neue Zeit, die inzwischen vom gleichnamigen Zeitungsverlag der CDU, NEUE ZEIT (VOB), über den Postzeitungsvertrieb (DDR) verbreitet wurde, welcher ein Zweigbetrieb der Vereinigung Organisationseigener Betriebe VOB Union in Berlin (Ost) war. Rostin blieb nach seinem Ausscheiden aus der Redaktion als Feuilletonredakteur noch jahrelang Mitglied im Verband der Journalisten der DDR und wurde 1978 anlässlich seines 50. Geburtstages in der Zeitschrift Neue Deutsches Presse (NDP) unter der Rubrik „Geburtstage im November“ namentlich aufgeführt.

### Redaktionsmitglied der TageszeitungNeue Zeit
Einen Schwerpunkt seiner journalistischen Arbeiten in den Jahren 1952/53 bildete das Schreiben von Filmkritiken. Insbesondere besuchte er dafür Uraufführungen von DEFA-Filmen. Die Arbeitsaufträge dafür bekam er in Abspreche mit dem Feuilletonredakteur Hans-Werner Gyßling. Im Jahre 1961 wechselte Rostin in den Buchverlag der Ost-CDU, den Union Verlag Berlin, um dort mit dem seit 1. September 1959 tätigen Lektor für Belletristik Johannes Bobrowski gemeinsam zu wirken. Die Bekanntschaft mit dem damaligen Verlagslektor Bobrowski hatte Rostin bereits im Juni 1959 gemacht, als beide eine Schriftstellertagung der Evangelischen Akademie Berlin-Brandenburg (EABB) in der „Friedenskirche“ der Stephanus-Stiftung in Berlin-Weißensee zum Thema „Revolution und Tradition in der russischen Lyrik des 20. Jahrhunderts“ besuchten. Über diese Schriftstellertagung von 1959 schrieb Rostin damals einen Zeitungsbericht und erwähnte darin die von Bobrowski vorgetragenen Gedichte im Rahmen der abschließenden Schriftstellerlesung. Rostins Zeitungsbeitrag war „die erste öffentliche Resonanz“ des „dichterischen Schaffens“ von Bobrowski laut des Würdigungsartikels anlässlich des 60. Geburtstags des aus Ostpreußen stammenden Dichters im Jahre 1977 in der Neuen Zeit.

### Teilnehmer an Tagungen der Evangelischen Akademie
Rostin nutzte einige Tagungen der Berliner Evangelischen Akademie mit Schriftstellern aus Ost und West für ein persönliches Kennenlernen, insbesondere im Blick auf seine berufliche Arbeit vor dem Bau der Berliner Mauer und auch danach. In seinen journalistischen Berichten von Akademietagungen brachte er eigene Vorschläge, Gedanken und Wünsche unter, zum Beispiel, dass „die Gedichte Bobrowskis bald einmal in einer Buchveröffentlichung gesammelt vorgelegt würden“. Er besuchte im März 1961 den neu berufenen Leiter der beiden CDU-Buchverlage, Union Verlag Berlin und Koehler & Amelang Leipzig, Hubert Faensen (1928–2019) und seine Ehefrau, die Journalistin Barbara Faensen-Altmann (1929–2000) in Kleinmachnow, um mit ihm ein Interview vor allem über das Verlagsprogramm zu führen.
1962 suchte er den Christen, Schriftsteller und Revierförster Gottfried Unterdörfer in Uhyst auf, der gelegentlich Lesungen seiner Werke in der Berliner Evangelischen Akademie vornahm, und porträtierte ihn für die Leser von Neuen Zeit.
Auch in den Jahren nach dem Berliner Mauerbau enthielt sich Rostin "einer negativen Beurteilung" von Tagungen der Evangelischen Akademie Berlin-Brandenburg (EABB) mit deutsch-deutschen Schriftstellern, beispielsweise in einem Informationsbericht für die Parteileitung der Ost-CDU über die Schriftstellertagung in der Evangelischen Akademie (EABB) vom 25. bis 27. Januar 1963 zur Thematik „Sprache im technischen Zeitalter“. Politisch betätigte sich Rostin als CDU-Mitglied 1963 im Kulturhaus „Peter Edel“ des Stadtbezirks seines damaligen Wohnorts Berlin-Weißensee.

### Verlagslektor, Gutachter und Herausgeber
Rostin übernahm die Lektorenstelle für Belletristik und Kunstliteratur von Johannes Bobrowski. Das Buch Ein Garten der Erinnerung über das Leben und Wirken von Karl Foerster, dem "großen Garten-Poeten und Staudenzüchter" gab er mit dessen Witwe, Eva Foerster, gemeinsam heraus. Rostin schrieb zudem die verbindenden Texte. Die Präsentation der ersten Auflage fand im Januar 1983 in Anwesenheit der beiden Herausgeber im Schloss Friedrichsfelde statt und wurde vom NZ-Bildjournalisten Joachim Thurn als Pressefoto festgehalten.
Zum Erhalt der Druckerlaubnis vom Kulturministerium der DDR für die beabsichtigte Buchproduktion eines bestimmten Titels des CDU-Buchverlages Union Verlag Berlin verfasste Rostin das jeweils erforderliche Lektoratsgutachten. Dieses wurde mit dem Antrag der Verlagsleitung für das betreffende Einzelobjekt an die Hauptverwaltung Verlage und Buchhandel geschickt. So schrieb Lektor Rostin Gutachten im Rahmen der Schriftenreihe Das Christliche Denkmal u. a. für das Heft 122 mit dem Arbeitstitel „Die Französische Friedrichstadtkirche zu Berlin“ am 25. August 1983. Die staatliche Druckgenehmigung wurde von der zuständigen Mitarbeiterin des Kulturministeriums am 15. September 1983 erteilt mit dem internen Vermerk: „Selbst gelesen, Druck von Interesse für Geschichte der Hugenotten und Berlins“.
Rostin betreute als Lektor in erster Linie die Buchprojekte von und über Johannes Bobrowski (1917–1965) sowie Karl Foerster (1874–1970). Letzteren und dessen Frau, Eva Foerster, geborene Hildebrandt (1902–1996), hatte er beide in Bornim 1954 kennengelernt. Im Epitaph für Bobrowski aus dem Jahr 1977 hob Rostin „die Ausstrahlungskraft dieses Menschen und Dichters“ sowie „die seines dem großen Thema der Verständigung zwischen den Völkern verpflichteten Werks hervor“ und identifizierte sich damit. Angefreundet hatte sich Rostin besonders mit Bobrowskis „Lust am Spott, an Polemik und derben Humor“ und an den in Distichen abgefassten Sinn- oder Spottgedichten, in denen dieser nicht zuletzt Kollegen „aufs Korn“ nahm.

### Reise nach Schleswig-Holstein zur Akademie Sankelmark
Nach der Erweiterung des Personenkreises der so genannten Reisekader erhielt auch der seit über 30 Jahren in CDU-Verlagen tätige Lektor Rostin den Status eines Reisekaders. Im Februar 1989 konnte er so an einer Tagung der Akademie Sankelmark in Schleswig-Holstein über Johannes Bobrowski teilnehmen und schrieb darüber einen Reisebericht. Für die Bobrowski-Tagung der Akademie Sankelmark hatte er sein Referat schriftlich ausgearbeitet.

### Ehrenamtliche Tätigkeit
Nach der friedlichen Revolution und deutschen Wiedervereinigung arbeitete Rostin zunächst weiter als Lektor, bis er krankheitsbedingt aus dem Verlagswesen ausschied. Ab 1990 besuchte er den Förderkreis Alte Kirchen Berlin-Brandenburg e. V., der als gemeinnütziger Verein im selben Jahr gegründet wurde. Die Veröffentlichung der dritten überarbeiteten und neugestalteten Auflage von Ein Garten der Erinnerung im Jahre 1992 durch den nunmehrigen BVU Buchverlag Union erlebte er nicht mehr, jedoch wurde entsprechend dem Urheberrecht sein vollständiger Name als Mitherausgeber und Verfasser der verbindenden Texte ausdrücklich genannt.

## Familie
Er heiratete Gita Gräber, eine Journalistin und Redakteurin, die für die Neue Zeit unter diesem vollen Namen Artikel schrieb und nach der Eheschließung nur noch unter ihrem Vornamen „Gita“, während sie später als Angestellte der Zeitschrift Neue deutsche Presse (NDP) des Verbandes der Journalisten (VDJ) Beiträge unter ihrem neuen vollen Namen verfasste. Im gemeinsamen Haushalt lebte Familie Rostin mit einem Sohn und einer Tochter.
Gerhard Rostin wohnte zuletzt in der Modersohnstraße in Berlin-Friedrichshain, zuvor in der Lindenallee in Berlin-Weißensee.
Seine letzte Ruhestätte fand der Redakteur und Lektor auf dem Evangelischen Friedhof Stralau in Berlin-Friedrichshain.

## Verfasser von Zeitungs- und Zeitschriftenartikeln (Auswahl)
- „Die Erde ist doch wahrhaftig schön …“. Zum 75. Todestag Eduard Mörikes[25]
- Steinerne Blumen, gefrorene Sterne. Die Verwandtschaft von Natur und Meschenwerk[26]
- Ein Dorf verteidigt sein Lebensrecht. Außergewöhnlicher Erfolg des neuen DEFA-Films „Das verurteilte Dorf“[27]
- Der Untergang der „Anna Susanna“,[28]
- Aus Störenfrieden werden Klassenkameraden. Der erste Kinderfilm der DEFA „Die Störenfriede“ fand bei alt und jung begeisterte Aufnahme[29]
- Schaffen aus mütterlichem Herzen. Clara Viebig 90 Jahre alt[30]
- Abschiedsbrief an Arthur Koetz[31]
- Der Kuss von der Märchenfee. / „Einmal ist keinmal“, ein neuer Unterhaltungsfilm der DEFA[32]
- Die Zeichen der Geschichte verstehen. Gespräche mit dem Dichter Albrecht Goes in Berlin-Weißensee[33]
- Dichtung als gesprochenes Wort. Schriftsteller lasen bei einem Abend der Evangelischen Akademie[34]
- Das Wort meint den Menschen. Schriftsteller aus Ost und West lasen aus ihren Werken[35]
- Lebenswege in Roman und Lyrik. Autoren des Union-Verlages lasen zur Messe in Leipzig (Leipziger Frühjahrsmesse 1961)[36]
- Tiefe Einsichten in die Wirklichkeit. Johannes Bobrowski sprach über Scholochow[37]
- Landschaft und Menschen Sarmatiens. Gespräch mit dem Preisträger der Gruppe 47 Johannes Bobrowski[38]
- Wissenschaftliches Kolloquium über das Werk von Johannes Bobrowski[39]
- Premieren in einer Premiere – Bobrowski-Abend des Theaters im 3. Stock [der Volksbühne Berlin][40]
- Um die Zeit näherzubringen. Johannes Bobrowski zum Gedenken an seinen 50. Geburtstag[41]
- Immer wieder auf die Gegenwart hin wirkend. Eine Tagung mit Fragen und Antworten aus Johannes Bobrowskis Werk [Bericht über eine Tagung der Evangelischen Akademie Berlin-Brandenburg in Eberswalde][42]
- Mit dem Herzen geschrieben [Über Leben und Werk des Dichters Johannes Bobrowski in einer Ausstellung der Staatsbibliothek Vilnius][43]
- Der geht uns so leicht nicht fort. – Gedanken zum 60. Geburtstag von Johannes Bobrowski[44]
- Interview der Woche im Februar 1979 mit Professor Dr. Irma Emmrich, Kunstwissenschaftlerin an der Technischen Universität Dresden.[45]
- Dichtung und Dokumente. Bobrowski-Ausstellung in der Nationalbibliothek Warschau[46]
- Wir haben deine Stimme auf der Zunge. Die literarische Nachwirkung Bobrowskis. [Bericht über einen Vortrag des Literaturwissenschaftlers Bernd Leistner][47]

## Verlagserzeugnisse mit Gutachten von Rostin (Auswahl)
- Der Arbeitstitel für Heft 122 aus der Reihe Das Christliche Denkmal wurde verlagsseitig ersetzt durch Der Französische Dom zu Berlin und dieses durch Rostin begutachtete Heft der Kunsthistorikerin Sibylle Badstübner-Gröger erschien 1984; DNB 850245877.
- Die Marienkirche zu Berlin von den Herausgebern Ernst Badstübner und Fritz Löffler wurde als Heft 90 in der Reihe "Das Christliche Denkmal", 1972 veröffentlicht und Rostin hatte zuvor das Manuskript ebenfalls begutachtet;DNB 740093029.
- Rostin erstellte weitere Lektoratsgutachten, darunter ein Gutachten für den Titel Wie lange noch? Apartheid als Herausforderung für Südafrikas Christen und Kirchen; Dokumente 1970 bis 1980, herausgegeben und eingeleitet von Elisabeth Adler; DNB 830097937.

## Herausgeber/Mitwirkender (Auswahl)
- Es kommt ein Stern gezogen. Weihnachtsbuch, Union Verlag Berlin, 1961; DNB 451169921
- Diethelm von Buchenberg. Eine Schwarzwälder Dorfgeschichte, Union Verlag Berlin, 1964; DNB 450161900[48]
- Zusammenstellung der Bibliographie Bobrowskis in Johannes Bobrowski. Selbstzeugnisse und Beiträge über sein Werk, Union Verlag Berlin, 1967, S. 213–238; DNB 457102535
- Johannes Bobrowski. Selbstzeugnisse und neue Beiträge über sein Werk. [Redaktion: Gerhard Rostin in Zusammenarbeit mit Eberhard Haufe und Bernd Leistner], Union Verlag Berlin, 1975 (Lizenzausgabe Stuttgart: Deutsche Verlags-Anstalt 1976); ISBN 978-3-421-01831-1
- Literarisches Klima, Union Verlag Berlin, 1975; DNB 770310281
- Ahornallee 26 [sechsundzwanzig] oder Epitaph für Johannes Bobrowski, [Ausgabe für die Bundesrepublik Deutschland, die Schweiz und Österreich], Deutsche Verlags-Anstalt, Stuttgart 1978; ISBN 978-3-421-01741-3
- zusammen mit Eva Foerster: Ein Garten der Erinnerung. Sieben Kapitel von und über Karl Foerster, [3., überarbeitete und neugestaltete Auflage] BVU Buchverlag Union, Berlin 1992; ISBN 978-3-372-00187-5

## Andere Autoren über ihn
Elmar Jansen erwähnt in seinen Erinnerungen an Johannes Bobrowski auch das Wirken von "Redakteur Gerhard Rostin, der später ein Stock tiefer in den Buchverlag wechselte", das war im Verlagsgebäude in der Zimmerstraße in (Ost-)Berlin. Nach dem Mauerbau wurde der Eingang Zimmerstraße 79/80 an der Grenze zu Berlin-Kreuzberg über den Hof Charlottenstraße 79/80 in Berlin-Mitte verlegt und das Verlagsgebäude war grundsätzlich nur mit einem "Grenzausweis" für dort Beschäftigte erreichbar.
Der einstige Leiter der Kulturredaktion der Neuen Zeit und spätere Direktor des Union Verlages Berlin, Klaus-Peter Gerhardt, charakterisierte in seiner Erinnerung an den Lektor, der „kurz nach seinem krankheitsbedingten Ausscheiden“ aus dem Verlag starb, Gerhard Rostin als „einen unerbittlichen, unermüdlichen, erfrischend unbequemen, weil bedachtsam und akribisch arbeitenden Diener des Buches“. Überdies würdigte Gerhardt vor allem die seit 1962 stattgefundene Betreuung „fast aller Buchausgaben der Werke“ von Johannes Bobrowski durch Rostin.
Franz Fühmann bezeichnete Rostin in einem Brief an Wieland Förster als einen „guten Lektor“.

## Briefwechsel des Lektors (Auswahl)
Der Verlagslektor führte einen regen Briefwechsel:
- 1967 an den deutschen Schriftsteller Carl Zuckmayer
- 1971 an den deutschen Lyriker, Erzähler, Übersetzer und Essayist Bernd Jentzsch
- 1969–1977, 1980 an den deutschen Literaturwissenschaftler Bernd Leistner
- 1978 an den ungarischen Kunstmalers Ádám Würtz
- 1980 an den deutschen Maler und Grafiker Ulrich Hachulla
- 1989 an Rainer Pelka von der Europäischen Akademie Schleswig-Holstein.

Im Deutschen Literaturarchiv Marbach sind diese Briefe und weitere von ihm verfasste Schriftstücke größtenteils zugänglich.

## Hobby-Fotograf
Gelegentlich fotografierte Rostin und veröffentlichte einige Aufnahmen, wie die Motive:
- Blick vom Burgberg über das Unstruttal nach Kirchscheidungen
- Die barocke Freitreppe am Nordflügel des Schlosses Burgscheidungen